# Trachusa corona
Trachusa corona är en biart som beskrevs av Wu 2004. Trachusa corona ingår i släktet hartsbin, och familjen buksamlarbin. Inga underarter finns listade i Catalogue of Life.